# Pascual Calderón Uclés
Pascual Calderón Uclés (Utrera, 12 de septiembre de 1891 - 1939) fue un político y abogado español, padre de Pascual Calderón Ostos, que sería presidente de la Diputación Provincial de Córdoba y procurador en Cortes durante el franquismo y de la soprano, María del Valle Calderón Ostos.

## Biografía
Con 20 años fue corresponsal del periódico católico El Correo de Andalucía en su localidad natal. Se presentó infructuosamente como candidato a las Cortes Constituyentes de la Segunda República en las elecciones generales de 1931 por el partido Acción Nacional, en donde se encontraban, entre otros, José Sánchez Guerra, José Medina Togores, Miguel Cabrera Castro o el canónigo José Manuel Gallegos Rocafull. Pascual Calderón fue uno de los redactores de sus estatutos. Su manifiesto abogaba por la defensa de la religión católica, la familia, la patria y el orden. El periódico, El Defensor de Córdoba, señalaba como elogios de la formación conservadora:

No es un partido político [..] defiende instituciones y principios no ligados esencialmente a ninguna forma de gobierno, no es una organización monárquica; su función no es otra que reunir los esfuerzos de cuantos coinciden en la afirmación de los principios básicos de la sociedad y llevarlos en apretado haz, a las urnas electorales.

En las elecciones municipales de 1933, encabezó el Partido Republicano Conservador de Miguel Maura, bajo cuyas siglas alcanzó la alcaldía de Córdoba, sustituyendo a Francisco de la Cruz Ceballos por un breve periodo de tiempo, ya que en diciembre de ese mismo año fue suspendido en sus funciones por el gobernador civil, que consideró una infracción grave al orden público la institucionalización del conocido en la actualidad como Concurso o Festival de los Patios Cordobeses, protegido como Patrimonio de la Humanidad. Aunque recurrió al Consejo de Ministros la decisión del gobernador, alegando ser inocente de los cargos, fue destituido el 17 de mayo de 1934. Se hizo cargo de la Alcaldía, por disposición gubernativa y de manera provisional, Bernardo Garrido de los Reyes, primer teniente de alcalde, hasta que días después toma posesión, Rafael Baquerizo García.
Nuevamente se presenta como diputado en las elecciones de febrero de 1936 por el partido Alianza Republicana no llegando a alcanzar escaño. A principios de la guerra civil desapareció en Madrid, donde es detenido el  27 de octubre de 1937 junto a otras dos personas, Antonio Montilla y José Sabater Moreno. Sin embargo, unos meses más tarde aparece defendiendo como buen hombre a reos en el Tribunal de Justicia por desafección al régimen en al menos dos ocasiones de marzo de 1938.
El Colegio de Abogados de Madrid en acta de 30 de noviembre de 1939 se hace eco de la desaparición del afectado el 23 de noviembre de 1939 y de la correspondiente denuncia, así como de las actuaciones realizadas ante las autoridades gubernativas y militares para interesarse por su paradero. Se presume fue objeto de ejecución extrajudicial en Madrid "en los primeros días de marzo de 1939”. 
Se sabe que fue procesado in absentia en el año 1944 por el Tribunal especial de represión de la Masonería y del Comunismo, siendo sobreseído del delito de masonería por fallecimiento no certificado durante la guerra civil.
| Predecesor: Francisco de la Cruz Ceballos | Alcalde de Córdoba 1933 - 1934 | Sucesor: Bernardo Garrido de los Reyes (provisional) Rafael Baquerizo García |